# 弗朗索瓦·布里松
弗朗索瓦·布里松（法語：François Brisson，1958年4月9日—），法国男子足球运动员，司职前锋。他曾代表法国国家队参加1984年夏季奥林匹克运动会足球比赛，获得一枚金牌。